# Dracontium grandispathum
Dracontium grandispathum är en kallaväxtart som beskrevs av Guang Hua Zhu och Thomas Bernard Croat. Dracontium grandispathum ingår i släktet Dracontium och familjen kallaväxter. Inga underarter finns listade.